# Независимая рабочая партия (Франция)
Незави́симая рабо́чая па́ртия Франции (фр. Parti ouvrier indépendant) — французская леворадикальная политическая партия.

## Деятельность
Партия создана 15 июня 2008 года после роспуска Партии трудящихся, которая существовала с 1991 по 2008 год. На первом учредительном съезде партии, который проходил 13-15 июня 2008 года, приняло участие 10 071 человек.
Партия выступает за защиту пролетариата и за прекращение его эксплуатации. Признают классовую борьбу и пролетарский интернационализм. Основываются на идеях марксизма и троцкизма, хотя есть и внутрипартийная фракция, выступающая за анархо-синдикализм. Основу партии составляет течение коммунистов-интернационалистов (Международная коммунистическая организация), лидером которого в своё время являлся Пьер Ламбер.
Девиз партии: «За социализм, республику, демократию» (фр. Pour le socialisme, la République et la démocratie).
Партия не представлена в парламенте Франции.
Сотрудничает с Международным комитетом по связи мигрантов и народов, а также с соглашением комитета европейских рабочих. Отличается крайне евроскептической позицией, осуждая как поддерживающие евроинтеграцию даже другие леворадикальные организации, выступающие против неолиберальной политики ЕС.
Известно, что партия не участвовала в президентских выборах 2012 года и позже, несмотря на то, что члены ЦК партии Шиварди и Глюкштейн участвовали в предыдущих выборах от Партии трудящихся, однако оба занимали последние места.
В 2015 году Шиварди и Глюкштейн покинули POI и основали Демократическую независимую рабочую партию (фр. Parti ouvrier indépendant démocratique). В декабре 2023 года эта партия переименовалась в Партию трудящихся (фр. Parti des Travailleurs).
В 2022 году вошли в коалицию «Новый народный экологический и социальный союз», благодаря чему по результатам выборов в июне того же года получили один мандат в парламенте.

## Требования

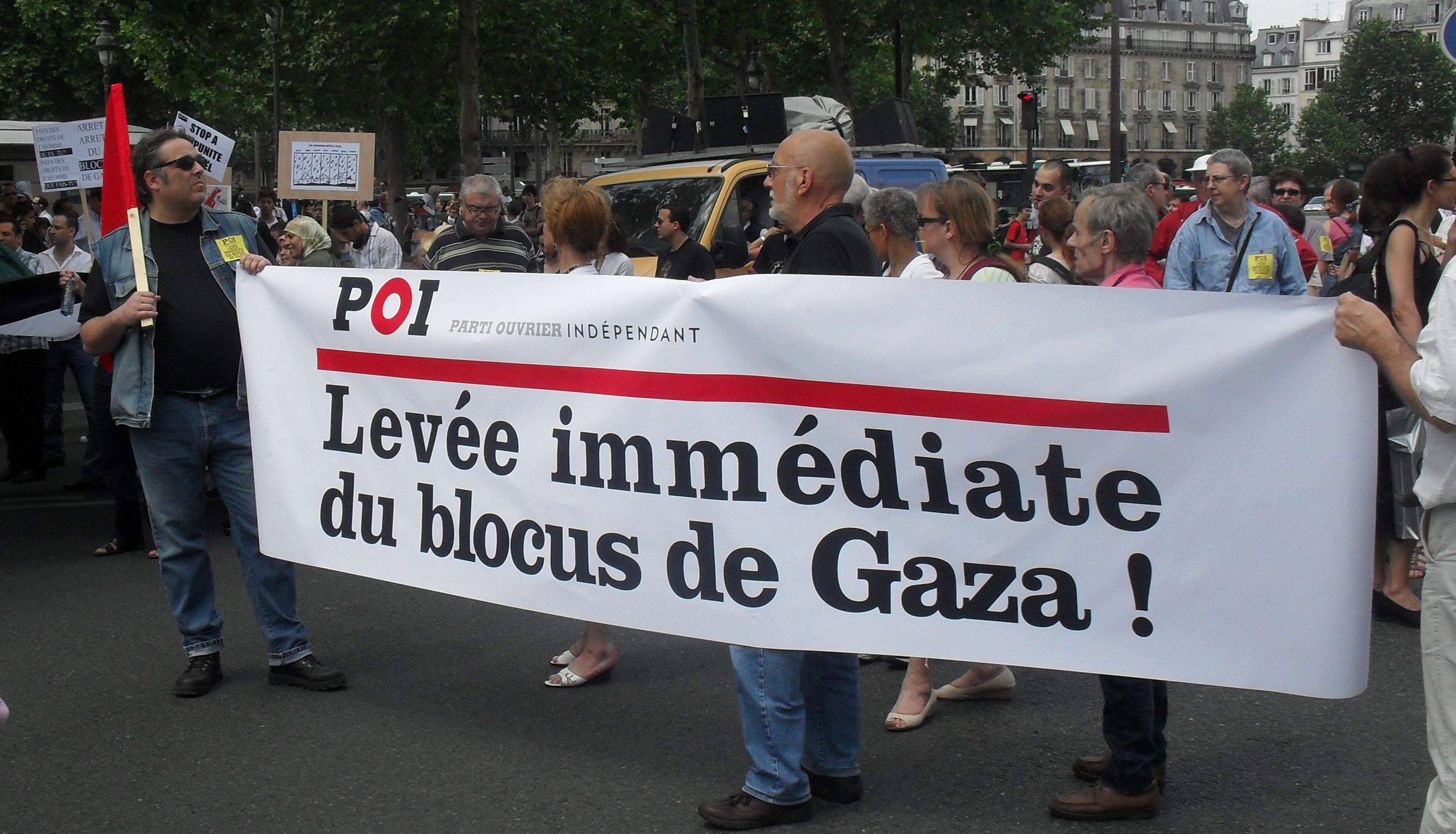
Митинг партии в 2010 году

В Учредительном манифесте Независимой рабочей партии перечислялись следующие требования:

1. Защита 36 тысяч коммун Франции как ячеек самоуправления, завоеваний Великой Французской революцией, находящихся под угрозой со стороны политики регионализации Европейского Союза.
2. Разрыв с диктатом Европейского центрального банка с его попытками навязывать свою политику странам.
3. Ренационализация ключевых секторов индустрии.
4. Ренационализация приватизированных общественных служб с обязательством вернуться к прежним тарифам коммунальных услуг и общественного сервиса (железные дороги и т.д.).
5. Замораживание потребительских цен.
6. Отмена всех ранее введённых мер, пересматривающих систему социального обеспечения (возврат компенсации расходов на медикаменты и т. д.).
7. Общее увеличение заработной платы и пенсий.
8. Конфискация всех спекулятивно нажитых капиталов.
9. Уважение независимости профсоюзных организаций.